# Ulvophyceae
Classe
Les Ulvophyceae, ou Ulvophycées, sont une classe d'algues vertes de la division des Chlorophyta.

## Utilisation
Dans la recherche, les Ulvophyceae trouvent leur utilité dans une hypothétique production de biocarburants. De plus, ces algues ont un futur dans le domaine de la génétique. En effet, leur génome de petite taille, leur cycle de vie court et contrôlable et leur morphologie simple, en fond de parfait candidat pour devenir des organismes modèles afin d’étudier la morphogénèse. 

## Liste des ordres
Selon AlgaeBase (14 août 2017) :
- ordre des Bryopsidales J.H.Schaffner
- ordre des Cladophorales Haeckel
- ordre des Dasycladales Pascher
- ordre des Oltmannsiellopsidales T.Nakayama, Shin Watanabe & I.Inouye
- ordre des Scotinosphaerales Skaloud, Kalina, Nemjová, De Clerck & Leliaert
- ordre des Trentepohliales Chadefaud ex R.H.Thompson & D.E.Wujek
- ordre des Ulotrichales Borzì
- ordre des Ulvales Blackman & Tansley
- Ulvophyceae incertae sedis

Selon BioLib (14 août 2017) :
- ordre des Bryopsidales J.H. Schaffner
- ordre des Cladophorales Haeckel
- ordre des Dasycladales Pascher
- ordre des Oltmannsiellopsidales T.Nakayama, S.Watanabe & I.Inouye
- ordre des Scotinosphaerales Skaloud, Kalina, Nemjová, De Clerck & Leliaert
- ordre des Trentepohliales Chadefaud ex R.H.Thompson & D.E.Wujek
- ordre des Ulotrichales Borzì
- ordre des Ulvales Blackman & Tansley
- genre Desmochloris S.Watanabe, N.Kuroda & F.Maiwa, 2001
- genre Trichophilus Weber-van Bosse, 1887

Selon Catalogue of Life (14 août 2017) :* ordre Siphonocladales
- ordre des Trentepohliales
- ordre des Ulvales

Selon ITIS (14 août 2017) :
- ordre des Bryopsidales
- ordre des Cladophorales
- ordre des Dasycladales
- ordre des Oltmansiellopsidales
- ordre des Scotinosphaerales
- ordre des Trentepohliales
- ordre des Ulotrichales
- ordre des Ulvales

Selon Paleobiology Database (14 août 2017) :
- non-classé Cladophorales
- non-classé Cyclocrinales
- non-classé Ulvales
- genre Vermiporella

Selon World Register of Marine Species (14 août 2017) :
- ordre des Bryopsidales
- ordre des Cladophorales
- ordre des Codiolales
- ordre des Dasycladales
- ordre des Oltmannsiellopsidales
- ordre des Scotinosphaerales
- ordre des Siphonocladales
- ordre des Trentepohliales
- ordre des Ulotrichales
- ordre des Ulvales
- Ulvophyceae incertae sedis